# Balok (Kota Kendal)
Balok is een bestuurslaag in het regentschap Kendal van de provincie Midden-Java, Indonesië. Balok telt 1061 inwoners (volkstelling 2010).